# José António Vieira da Fonseca
José António Vieira da Fonseca CvTE • ComC • CvA (Vila Real, 1793 - Lisboa, 10 de novembro de 1863) foi um militar e administrador colonial português, foi o 86.º Governador da Índia Portuguesa, tendo participado de dois conselhos de governo da Colônia, quando das funções de comandante das forças armadas de Goa. Era Comendador da Ordem Militar de Cristo e Cavaleiro da Ordem Militar da Torre e Espada, do Valor, Lealdade e Mérito e da Ordem Militar de Avis.